# Palneca
Palneca es una comuna y población de Francia, en la región de Córcega, departamento de Córcega del Sur.
Su población en el censo de 1999 era de 147 habitantes.

## Demografía
| 348 | 378 | 276 | 204 | 147 | 156 |
| Para los censos de 1962 a 1999 la población legal corresponde a la población sin duplicidades (Fuente: INSEE [Consultar]) |     |     |     |     |     |

- Datos: Q549430
- Multimedia: Palneca / Q549430

1. ↑  Worldpostalcodes.org, código postal n.º 20134.
2. ↑  INSEE, Datos de población para el año 2012 de Palneca (en francés).